# Kukujewka (Kursk)
Kukujewka (russisch Кукуевка) ist ein Dorf (derewnja) in der Oblast Kursk in Russland. Es gehört zum Rajon Kursk und zur Landgemeinde (selskoje posselenije) Nowoposselenowski selsowjet.

## Geographie
Der Ort liegt gut 11 km Luftlinie südwestlich des Oblastverwaltungszentrums Kursk im südwestlichen Teil der Mittelrussischen Platte, an der östlichen Grenze vom Sitz des Dorfsowjet – 1. Zwetowo, 81 km vor Grenze zwischen Russland und der Ukraine.

### Klima
Das Klima im Ort ist wie im Rest des Rajons kalt und gemäßigt. Es gibt während des Jahres eine erhebliche Niederschlagsmenge. Dfb lautet die Klassifikation des Klimas nach Köppen und Geiger.

## Bevölkerungsentwicklung
| Jahr | Einwohner |
| ---- | --------- |
| 2002 | 393       |
| 2010 | ▼374      |

Anmerkung: Volkszählungsdaten

## Verkehr
Kukujewka liegt an der Straße regionaler Bedeutung 38K-010 (M2 „Krim“ – Iwanino, Teil der Europastraße E38), an den Straßen interkommunaler Bedeutung 38N-842 (ein Auffahrt nach Kursk als ein Teil der M2 Straße) und 38N-222 (38N-842 – Kukujewka), 3,5 km vom nächsten Bahnhof Ryschkowo (Eisenbahnstrecke Lgow-Kijewskij – Kursk) entfernt.
Der Ort liegt 112 km vom internationalen Flughafen von Belgorod entfernt.